# Wild Bunch the Early Days
Wild Bunch the Early Days è una raccolta dei primi lavori del gruppo Hardcore punk torinese Negazione, pubblicata nel 1989 dalla We Bite Records, e stampata sia su LP che su CD.

## Tracce
1. Noi
2. Cannibale
3. Tutto dentro
4. Ancora qui
5. Incubo di morte
6. Sogni e bisogni
7. Niente
8. La mia mente
9. Maschere
10. Tutti pazzi
11. Irrazionalità sconnessa
12. Maggioranza Minoranza
13. Tutti pazzi
14. Non mi dire
15. Omicida 357 Magnum
16. Plastica umanità
17. Alibi
18. Chiuso in te stesso